# Magdalena Moguilevsky
Magdalena "Maky" Moguilevsky, connue aussi sous le nom de Maki Soler, née le 25 février 1974 à Buenos Aires, est une actrice argentine.

## Filmographie
| Telenovelas | Telenovelas               | Telenovelas             | Telenovelas |
| Année       | Telenovela                | Rôle                    | Chaîne      |
| ----------- | ------------------------- | ----------------------- | ----------- |
| 1999 - 2000 | DKDA : Sueños de juventud | Sandra                  | Televisa    |
| 2001        | Amigas y rivales          | Alejandra               | Televisa    |
| 2001 - 2002 | El juego de la vida       | Tania Vidal             | Televisa    |
| 2013 - 2014 | Santa Diabla              | Alicia Cano "La Diabla" | Telemundo   |